# 阪急バス吹田営業所
阪急バス吹田営業所（はんきゅうバスすいたえいぎょうしょ）は、大阪府吹田市穂波町にある阪急バスの営業所。
最寄りの停留所は「吹田営業所前」。営業所略号は「吹」。

## 概要
吹田市内を軸に運行しており、豊中市・兵庫県尼崎市へ向かう路線も有する。コミュニティバスも含めると摂津市・茨木市・大阪市北区へ足を延ばす路線もある。なお、吹田市北部の拠点である阪急北千里駅付近の路線は千里営業所及び茨木営業所の管轄で、当営業所は担当していない。
また、高槻市にある柱本営業所は実質的に吹田営業所の出張所的な存在となっており、区間によっては運行エリアが重なるため、路線図や運賃表などを共有している。

## 現行路線

### 吹田市内線
吹田駅や岸辺駅を軸に吹田市内を巡回する路線。多くはこれら2駅の属するJR京都線より北側へ向けて走る。
JR吹田駅では南口と北口の両方に乗り入れる系統も多く、これらは南口 - 北口間で吹田市役所前（阪急吹田駅）を経由することから、市内各地から市役所への移動手段ともなっている。
1984年10月1日のダイヤ改正より、「千里・吹田・佐井寺線」と「山田線」を統合・再編し、「吹田市内線」とした。
「〜市内線」と名乗る路線では唯一、均一運賃でないことから1日乗車券が存在しない。
特記のない系統についてはJR吹田駅では南口2のりば・北口1のりば（駅南口行きは3のりば）から、JR岸辺駅では北口1のりばから発車する。

#### 桃山台駅方面
桃山台駅では2番、阪急南千里駅では桃山台駅行きが6番・各方面行きは全て5番のりば発（後述の岸辺駅発着も同様）。
- 2系統：JR吹田駅（南口） - 吹田市役所前（阪急吹田駅） - JR吹田駅（北口） - 片山小学校前 - 上山手町 - 竹谷 - 佐井寺北 - 五月が丘 - 亥子谷 - 阪急南千里駅 - 桃山台駅
  - 日中はJR吹田駅の南口発着と北口発着が交互に運行されている（1時間2本）。朝と夜にはJR吹田駅南口・北口 - 亥子谷間の区間便も運行されている。また、平日早朝の1本に限り、吹田市役所前の西口バス停を起点とする桃山台駅行きとなる。
  - 2系統が経由する「朝日が丘町名神下 - 竹谷」間は、当初は名神高速道路に沿ったルート（片山中学校前経由）であったが、佐井寺南地区の土地区画整理事業の進捗に伴い、1996年12月20日の改正より上山手町経由に変更。同時に、JR吹田北口ターミナルへの乗り入れを開始した。
  - 2018年12月1日のダイヤ改正より、吹田市民病院移転に伴い、（吹田）市民病院前→片山小学校前に名称変更[2]。
  - 23時以降、運賃が通常の倍額となる深夜バスの設定が吹田発・桃山台発共にある。吹田発は平日のみ南口・北口始発で各1本運行される。桃山台発は平日2本・土休日1本、いずれも北口止まりで設定。
- 3系統：JR吹田駅（南口） - 吹田市役所前（阪急吹田駅） - 吹高口 - 吹田高校 - 竹谷 - 佐井寺北 - 五月が丘 - 亥子谷 - 阪急南千里駅 - 桃山台駅
  - JR吹田駅（北口）には乗り入れないもので、1時間に1本の頻度で運行されている。
  - 早朝には区間便として、竹谷発桃山台駅行きもある。

- 8系統：桃山台駅 → 阪急南千里駅 → 五月が丘 → 亥子谷 → 阪急南千里駅 → 桃山台駅
  - 元々は平日朝ラッシュ時の亥子谷発 → 桃山台駅前行きの区間便だった系統で、1987年4月21日の改正より運行を開始。
  - かつては当系統の逆回り循環にあたる9系統とともに日中にも運行されていたが、2017年4月1日改正で朝1本のみに減便となった。またこの改正で南千里発着の区間便も廃止された。
- 9系統：桃山台駅 → 阪急南千里駅 → 亥子谷 → 五月が丘 → 阪急南千里駅 → 桃山台駅
  - 9系統は平日夕ラッシュ時と深夜（平日・土曜）における増発便として、1991年5月14日の改正より運行を開始。
  - 2017年4月1日改正で8系統とともに減便され、9系統は平日の夕方以降3本のみになり南千里発着の区間便も廃止された。

#### 岸辺駅・桃山台駅方面
岸辺駅においては2013年8月22日の改正までは、駅より北側へ向かう系統も全て南口に乗り入れていた。2012年の橋上駅舎化に伴う北口駅前広場新設を受けた同改正で駅から北方面への系統が北口発着となり、府道135号豊中摂津線経由で吹田駅へ向かう10系統のみ南口に残された。加えて減便も行われたことにより、南口には同系統の桃山台駅行き・JR吹田駅方面行きがそれぞれ日中2時間に1本乗り入れるのみになった。
なお岸辺駅から桃山台駅方面へは10・11系統合わせて日中2時間に4本運行されるが、うち3本を占める11系統が北口発着であるのに対し、2時間に1本の10系統のみ亥子谷方面行き含め南口発着であるため利用時には注意が必要。
- 10系統：吹田営業所前 - 吹田市役所前（阪急吹田駅） - JR吹田駅（南口） - 大曽根 - JR岸辺駅（南口） - 七尾西 - 亥子谷 - 阪急南千里駅 - 桃山台駅
  - 全線通しが概ね2時間に1本の頻度で運行される他、JR吹田駅（南口） - 桃山台駅、JR吹田駅（南口） - JR岸辺駅（南口）、吹田営業所前 - JR岸辺駅（南口）間の区間便もある。かつてはJR岸辺 - 桃山台駅前間の区間便もあり、これらの一部は千里営業所が担当していた。
  - 2019年4月27日ダイヤ改正より、吹田市役所前から吹田営業所前まで延伸。
  - JR吹田駅（南口）ではこの系統の桃山台駅行きのみ1のりばから発車。吹田営業所前行きは吹田線86系統と共に5のりば発となる。

- 11系統：JR岸辺駅（北口） - 吹田SST - 七尾西 - 亥子谷 - 阪急南千里駅 - 桃山台駅
  - 2013年8月22日改正で、一部の10系統を置き換える形で新設。同系統の区間便扱いであるが、前述の通りJR岸辺駅では北口（1のりば）発着となる。
  - 日中1時間に1〜2本運行。
  - 2019年4月27日ダイヤ改正よりJR岸辺北口 - 七尾西間の経路が都市計画道路「岸部中千里丘線」経由に変更され、「七尾」・「岸部小路」バス停は経由しなくなった。

- 17系統：五月が丘 → 佐竹台六丁目 → 亥子谷 → 七尾西 → 吹田SST → JR岸辺駅（北口）
  - 2023年1月23日改正で新設。平日の朝1本のみ運行される。
  - 実質的な11系統の区間便。ただし始発となる五月が丘には11系統は乗り入れない。

#### 岸辺駅・山田駅方面
「山田線」を継承した系統。
JR吹田駅（北口）では2のりばから、JR岸辺駅（北口）では山田方面行きが2・吹田駅行きが3のりばから発車。
- 12系統：JR吹田駅（南口） - 吹田市役所前（阪急吹田駅） - 吹高口 - JR岸辺駅（北口） - 七尾 - 下山田 - 山田樫切山 - 山田宮ノ前 - 新小川 - 阪急山田駅 - 千里営業所前 - 津雲台七丁目 - 千里中央
  - 朝夕はJR吹田駅（南口） - 阪急山田駅間の運行。早朝には新小川発JR吹田駅（南口）行きの便も運行されている。
  - 2013年8月22日改正より従来の（先代）7系統を置換える形で12系統を新設。7系統と異なりJR岸辺北口と山田樫切山を経由し、JR岸辺北口から千里中央までは18系統と同一経路となった[3]。
  - 日中は1時間に1本の頻度で運行。
- 18系統：JR岸辺駅（北口） - 七尾 - 下山田 - 山田樫切山 - 山田宮ノ前 - 新小川 - 阪急山田駅
  - JR岸辺駅 - 千里中央間を結ぶ主要な系統で、昼間時は千里中央発着と阪急山田駅発着が毎時1本ずつ運行されており、12系統と合わせて約20分間隔で運行されている。朝夕には下山田発着もある。
  - 大半の便が千里営業所の担当となっており、吹田営業所が担当しているのは平日朝の阪急山田駅発着便の一部のみである。

#### 千里丘豊津線経由
都市計画道路「千里丘豊津線」を経由するルートとして2013年8月22日改正で新設された。これにより、従来の1系統などの片山中学校前経由便が全廃となったが、同停留所の代替として経路上に原町二丁目停留所が新設された。
日中は千里中央発着の4系統が、朝夕は桃山台駅方面へ向かう5系統が運行される。
JR吹田駅（北口）では2のりばからの発車。
- 4系統：JR吹田駅（南口） - 吹田市役所前（阪急吹田駅） - JR吹田駅（北口） - 原町二丁目 - 紫金山公園前 - 亥子谷 - 新小川 - 阪急山田駅 - 千里営業所前 - 津雲台七丁目 - 千里中央
  - 2013年改正前の4系統は亥子谷始発で七尾・吹高口を経由しJR吹田へ向かう系統に付けられていた（当該系統は廃止）。
  - 日中時間帯のみ1時間に1本、1日あたり8往復運行される。
- 5系統：JR吹田駅（北口） - 原町二丁目 - 紫金山公園前 - 亥子谷 - 阪急南千里駅 - 桃山台駅
  - 一部はJR吹田駅（北口） - 亥子谷間の運行。

#### 千里山駅発着
阪急千里山駅へ向かう比較的新しい系統群。どちらも運行本数は多くはない。
- 6系統：JR吹田駅（北口） - 片山小学校前 - 上山手町 - 千里山松が丘 - 阪急千里山駅
  - 2018年3月31日改正で新設。
  - 平日はほぼ終日、土休日は日中のみの運行で、1時間に1本の設定。

- 7系統：JR岸辺駅（北口） - 吹田SST - 七尾西 - 亥子谷 - 佐井寺北 - 竹谷 - 千里山松が丘 - 阪急千里山駅
  - 2023年1月23日改正で新設。
  - 平日日中のみ1時間に1本、合計8往復運行される。

#### 吹田駅発着循環便
吹田駅から比較的近い地区を循環する系統群。
- 13系統：JR吹田駅（南口） → 吹田市役所前（阪急吹田駅） → JR吹田駅（北口） → 片山小学校前 → 竹谷 → 原町二丁目 → JR吹田駅（北口）
  - 2013年8月22日改正で運行開始。竹谷からの戻りで千里丘豊津線経由となる。夜間に平日2本・土休日1本のみ設定。平日の1本のみJR吹田駅では南口始発で、それ以外は北口始発である。
  - 平日の北口始発は深夜バス。

- 19系統：JR吹田駅（南口） - 吹田市役所前（阪急吹田駅） - 吹高口 - 竹谷 - 上山手町 - 片山小学校前 - JR吹田駅（北口） - 吹田市役所前（阪急吹田駅） - JR吹田駅（南口）
  - 1996年12月20日の改正で新設。朝の時間帯における2系統と3系統のJR吹田駅側における補完として運行されている。

- 20系統：JR吹田駅（南口） → 吹田市役所前（阪急吹田駅） → JR吹田駅（北口） → 片山小学校前 → 上山手町 → 竹谷 → 五月が丘南 → 五月が丘西 → 竹谷 → 上山手町 → 片山小学校前 → JR吹田駅（北口） → 吹田市役所前（阪急吹田駅） → JR吹田駅（南口）
  - 当時バス路線のなかった五月が丘南地区へ乗り入れる系統として、2001年3月24日の改正より運行を開始。
  - 基本的に、昼間は駅南口、朝と夕方以降は北口が起終点で運行される。朝の一部便は五月が丘南または五月が丘西が起点。
  - 日中は1時間あたり1本の運行。
  - 以前は起終点のいずれか一方をJR吹田、もう一方をJR吹田北口という形態で運行される便も存在したが、2023年1月23日ダイヤ改正時に消滅した。

#### 万博記念公園方面
吹田駅から万博記念公園駅（エキスポシティ前）へむかう。記念公園外周を走るため循環系統となっている。
現在、阪急バスにおいてはエキスポシティへのアクセス路線は本系統のみとなっているが、かつては梅田地区から梅田〜エキスポシティ線が、茨木駅から茨木営業所管轄のエキスポシティ線が運行されていた。
- 21系統：JR吹田駅（北口） → 片山小学校前 → 上山手町 → 竹谷 → 佐井寺北 → 五月が丘 → 亥子谷 → 新小川 → 山田樫切山 → 万博記念公園駅（エキスポシティ前） → 記念公園南口 → 山田樫切山 → 新小川 → 亥子谷 → 五月が丘 → 佐井寺北 → 竹谷 → 上山手町  → 片山小学校前 → JR吹田駅（北口）
  - 2001年3月24日の改正以前に運行していたJR岸辺経由の12系統[注 6]を、同日より佐井寺地区経由に変更したもの。土休日の昼間に運行されている。
  - 2023年1月23日のダイヤ改正により、1日2本から9本に増便された（土休日ダイヤのみでの運行は変更なし）。

### 吹田線
JR吹田駅から江坂駅を経て阪急曽根駅・阪急園田駅との間を結ぶ長距離路線。
江坂 - 吹田間は、主に「阪急豊津駅経由」と「吹田簡易裁判所・JR南吹田駅経由」の2ルートがある。阪急曽根駅発着系統は大型車の通行が困難な狭隘路を経由する箇所が多いため、全便中型車で運行される。
以前は、豊中発着がメインだったが、2019年4月27日の改正時に城山町以北の区間が廃止され、阪急曽根発着となったのと同時に、JRおおさか東線南吹田駅を経由する路線を経路変更により新設した。ルート変更に伴い、「吹田簡易裁判所」「南清和園」「JR南吹田」の各停留所が新設され、「吹田警察前」「水道部前」の各停留所が廃止された。
2020年12月10日に豊中営業所が大阪営業所（大阪市淀川区）へ移転するのに先立ち、同年10月5日に同営業所が担当していた阪北線（庄本線系統）との統合・移管を含めた路線再編・ダイヤ改正を実施した。

#### 曽根駅発着
豊津駅 → 江坂駅間で西方向への一方通行道路を通過するため、吹田方面は江坂駅を発車後、国道479号線 → 糸田川の堤防沿いの一方通行道路を経由して豊津へ向かうルートをとっている。
JR吹田駅では行先に関わらず南口5のりばに停車する。
- 86系統：吹田営業所前 - 吹田市役所前（阪急吹田駅） - JR吹田駅（南口） - 吹田市役所前（阪急吹田駅） - 阪急豊津駅 - 江坂駅 - 服部 - 阪急曽根駅
  - 日中1時間に1本の運行。
  - 江坂駅 - 阪急曽根駅間の区間便も一部運行されている。
  - 2013年8月22日の改正で柴原駅、阪急相川への乗入れを廃止した[5]。柴原駅へは、平日の2往復。阪急相川へも吹田市役所前（阪急吹田）発着と豊中発着が平日1往復ずつ、計2往復のみ乗り入れた[注 8]。JR吹田 - 豊中間は改正後も運行。
  - 2020年10月5日の改正でこの系統に統合される形で84系統（JR吹田 - 江坂駅前間の循環系統）が廃止された。

- 87系統：吹田営業所前 → 金田町 → 江坂駅 → 服部 → 阪急曽根駅
  - 87系統は、営業所への出入庫車を旅客運行化したもので、阪急曽根駅行きが早朝1本のみ運行されている。
  - 2019年4月27日ダイヤ改正より豊中への乗り入れを廃止し阪急曽根への乗り入れを開始した。また、江坂駅前→吹田営業所前は毎日運行から土休日のみ運行に変更となったが、2020年10月5日ダイヤ改正で廃止となった[注 9]。

#### 園田駅発着
阪北線24系統（江坂駅前 - 庄内駅前 - 阪急園田）と吹田線85系統（JR吹田 - JR南吹田 - 阪急曽根）の統合により誕生したロングラン系統。統合と同時に、 JR南吹田 - 南小学校前間に「南吹田三丁目」停留所が新設された。
尼崎市内には途中停留所が設けられていない。経路途中、阪神バス尼崎市内線の停留所があるがこれらは通過しており、運賃も阪神バス尼崎市内線とは同調していない。
JR吹田駅（南口）では4のりば発。
- 24系統：JR吹田駅（南口） - 吹田簡易裁判所 - JR南吹田駅 - 江坂駅 - 稲津町三丁目 - 庄内駅前 - 日出町[注 11] - 庄本 - 上津島 - 阪急園田駅
  - ほぼ終日1時間毎の運行（江坂駅前 - JR南吹田 - JR吹田間は改編前より増発）。
  - JR吹田駅（南口）・江坂駅発の上津島止まり、JR南吹田駅・江坂駅 - 阪急園田駅間の区間便が存在。江坂駅発上津島行きは平日朝1本のみ。

## コミュニティバス

### 千里丘循環線
2006年12月1日より運行されている吹田市のコミュニティバス路線。

### UMEGLE-BUS（うめぐるバス）
うめきたの開業に伴い、2013年4月24日開設。阪急大阪梅田駅を起終点として1周33分・原則20分毎の運行で梅田の南北を巡回する。
2022年6月27日改正時に大阪営業所より移管された。

## 過去の主な担当路線
吹田摂津線・豊中東西線などは開設当初、当営業所が管轄していた。

### メゾン千里丘線
2007年4月より、茨木営業所から移管された。ただし、同じメゾン千里丘線の57系統（JR茨木駅 - 阪急山田駅 - 千里中央）は茨木営業所の担当のままである。2013年8月22日の改正以後58系統は毎日・終日運行を止め、平日の朝夕のみの運行となった（それ以外の時間帯はすいすいバスが実質的に代替となるが宇野辺、名糖前には停車しない）。
新芦屋先行便の最終は三保ヶ池止まりで、後行便の始発は三保ヶ池発。
2018年11月2日の運行を以て廃止となった。
- 58系統：JR千里丘 - 三保ヶ池 - メゾン千里丘 - 新芦屋 - JR千里丘
  - 循環便で、三保ヶ池先行と新芦屋先行の2系統あり。

### 関西大学線
JR京都線を使って関西大学に通学している学生などをターゲットとした路線。朝日が丘町名神下 - 関西大学 - 片山町二丁目交差点の路線免許を新たに取得し、2008年9月1日より運行を開始したが、2019年6月1日をもって廃止された。中型車での運行だった。
- 200系統：JR吹田北口 → 片山小学校前 → 朝日が丘町名神下 → 関西大学（山手ゆにわ遊園前） → 片山町二丁目 → JR吹田北口

### 阪北線
元は豊中営業所の担当で、大阪市内（梅田・十三・新大阪）・箕面・江坂・豊中・大阪国際空港・千里中央・園田などを結ぶ幅広い路線網を有した路線であったが、豊中営業所の大阪営業所への移転を前にした2020年10月5日に再編が行われ、阪急園田 - 江坂駅前の24系統が上記の吹田線（南吹田系統）に組み込まれて、吹田営業所に移管。また、梅田 - 箕面系統と新大阪 - 大阪国際空港系統が統廃合の上、新大阪 - 柴原駅（- 箕面）系統となり千里営業所へ移管などの大規模な変更が行われた。
その後も引き続き、豊中営業所および移転先となった大阪営業所が担当していた梅田 - 阪急園田系統についても2022年6月27日のダイヤ改正に合わせて吹田営業所に移管された。
梅田から日出町まで国道176号を北上し、日出町から大阪府道152号庄本牛立線を西進、庄本から再び北上して豊中市西部の上津島（こうづしま）を経て、兵庫県尼崎市に入り阪急園田駅まで運行する系統。夕方以降の2便は上津島止めとなる。上述の通り、吹田線24系統とは日出町 - 阪急園田駅間で同じ経路となり2路線合わせてほぼ30分毎となる。
大阪市内側の起点である「梅田」は、元々阪急百貨店の正面に停留所があったが、現在は百貨店西側のJRガード下で乗降扱いを行っている。梅田付近では、往路が阪急三番街・ちゃやまち経由、復路が済生会病院前（国道176号高架上）経由となる。十三付近では往路は一方通行規制（北行は十三バイパス経由となる）により淀川警察署前停留所には停車しない。また、豊中・尼崎市境の利倉西から阪急園田駅までは吹田線24系統と同様に無停車。
運転士不足により、2023年11月5日の運行を最後に廃止。
- 11系統 ： 梅田（阪急百貨店前） - 十三 - 新高一丁目 - 日出町 - 庄本 - 上津島 - 阪急園田駅
  - 梅田発上津島止まりの便あり。
  - 前述の吹田市内線に同一系統番号の路線が存在するが、関係はない。

### コミュニティバス

#### 新大阪・淡路循環線
阪急京都本線の淡路駅から新大阪駅へのアクセス改善を目的として運行されていたコミュニティバス路線。

#### 摂津市公共施設巡回バス
2006年11月1日より運行されているコミュニティバス路線。2021年4月より柱本営業所に移管された。

## 車両
吹田市内線と吹田線24系統では、いすゞ・日野製の大型車が使用されている。
吹田線86・87系統と24系統の一部便ではいすゞ・日野製の中型車が使用されている。ごく稀に吹田市内線で使用されることがあるほか、かつては吹田市内線での定期運用も存在した。
すいすいバスには日野・ポンチョを使用。かつては三菱ふそう・ローザが使用されていた。
養護学校向けのスクールバスを配置していたこともある。